# Großer Hirschgraben
Der Große Hirschgraben ist eine Straße in der Innenstadt von Frankfurt am Main. Bekannt ist sie vor allem durch das Goethe-Haus, den Geburtsort Johann Wolfgang Goethes. Es ist eine der meistbesuchten Sehenswürdigkeiten von Frankfurt. Der Große Hirschgraben ist auch Sitz des Freien Deutschen Hochstiftes, des Deutschen Romantik-Museums und der Fliegenden Volksbühne Frankfurt mit dem denkmalgeschützten Cantate-Saal als Spielstätte. Auf dem Grundstück des Museums waren zuvor der Börsenverein des Deutschen Buchhandels und das Frankfurter Volkstheater ansässig.

## Geschichte

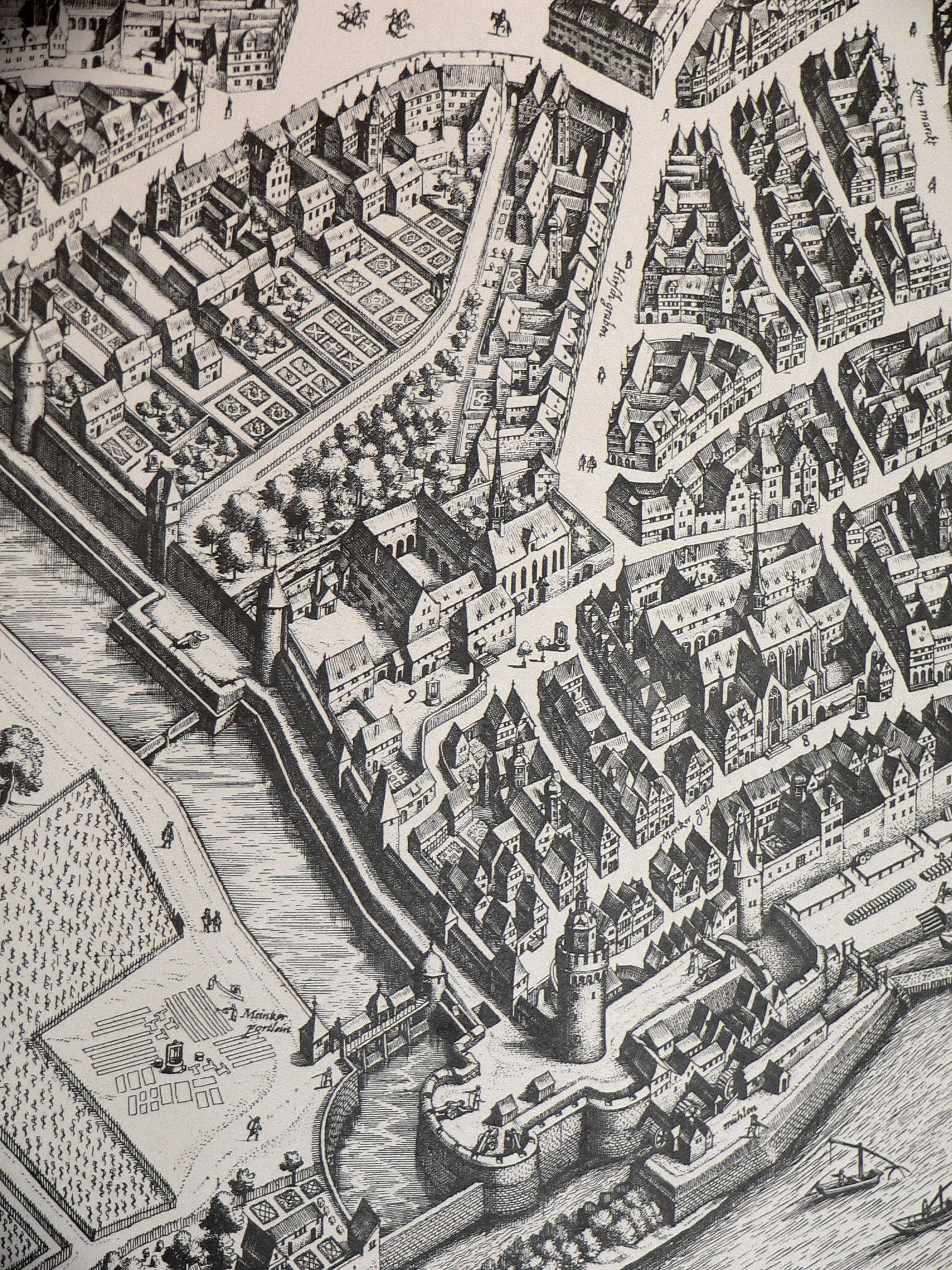
Der südliche Teil des Großen Hirschgrabens, 1628

Um 1400 begann die Stadt, in einem Graben außerhalb der mittelalterlichen Staufenmauer, der sich vom Katharinenkloster zum Weißfrauenkloster hinzog, Hirsche anzusiedeln. Der jüdische Bankier Gottschalk von Kreuznach, bei dem die Stadt 1397 ein Darlehen über 600 Gulden aufgenommen hatte, schenkte 1400 der Stadt Hirschkühe für den Graben. Zwischen 1438 und 1539 veranstaltete der Rat der Stadt alljährlich ein großes Hirschessen für die städtischen Beamten. Dieses Festmahl nahm im Laufe der Jahre immer üppigere Formen an, schließlich wurden sogar Prostituierte dazu eingeladen. Nach der Einführung der Reformation in Frankfurt wurden die Sitten verschärft. Anstelle des großen öffentlichen Gelages traten kleinere Feste in Privathäusern.
Trotzdem wurden weiterhin Hirsche im Graben vor der alten Stadtmauer gehalten, wie auf dem Belagerungsplan von Conrad Faber von Creuznach (1552) zu sehen ist. 1580 wurde der Hirschgraben zugeschüttet, parzelliert und als Bauland verkauft. Die ersten Siedler waren reformierte Glaubensflüchtlinge aus den Niederlanden. Bereits 1594 waren alle Grundstücke verteilt. Der Merianplan von 1628 zeigt, dass zu dieser Zeit beide Straßenseiten bereits dicht bebaut waren.
Die neue Straße an der nordwestlichen Grenze der Altstadt wurde eine bevorzugte Wohn- und Geschäftsstraße. Die Häuser an der Nordseite der Straße gehörten bereits zur Neustadt. Außer den späteren Wohnhäusern der Familie Goethe befanden sich hier ursprünglich zahlreiche weitere Bürgerhäuser und Höfe aus dem späten 16. Jahrhundert, darunter das Haus Zum Spitznagel, der Hirschgrabenhof und die Andreaesche Waisenstiftung. Der Große Hirschgraben war noch im 19. Jahrhundert eine Wohngegend reicher Frankfurter Bürger, darunter der Familien Böhmer, Gwinner, Bethmann-Hollweg, Passavant und Andreae.
Im Großen Hirschgraben 3 stand das herrschaftliche Palais Zum weißen Hirsch. Das 1592 erstmals als Gasthof erwähnte Gebäude war 1750 in den Besitz der Familie Gontard gekommen. Der Bankier Jakob Friedrich Gontard (1764–1843) ließ das Palais um 1790 im klassizistischen Stil umbauen. Er war seit 1786 mit Susanna (Susette) Gontard (1769–1802) verheiratet. Im Januar 1796 trat der Dichter Friedrich Hölderlin eine Stelle als Hofmeister (Hauslehrer) im Weißen Hirsch an. Zwischen Hölderlin und Susette entspann sich alsbald eine Liebesbeziehung, die zu den großen Liebesgeschichten der Weltliteratur gezählt wird. Zu dieser Zeit entstand im Großen Hirschgraben Hölderlins Briefroman Hyperion, in dem er Susette zur griechischen Figur der Diotima verklärte:
Diotima, seelig Wesen!
Herrliche, durch die mein Geist
Von des Lebens Angst genesen
Götterjugend sich verheißt!
Den zweiten Band seines Hyperion ließ er Susette mit der Widmung „Wem sonst als Dir.“ – auch dies wohl einer der bekanntesten Widmungen der Weltliteratur – zukommen. Als der Hausherr das schwärmerische Verhältnis im September 1798 entdeckte, floh Hölderlin nach Homburg, wechselte aber weiter heimlich Briefe mit der verehrten Susette bis zu ihrem Tod 1802.

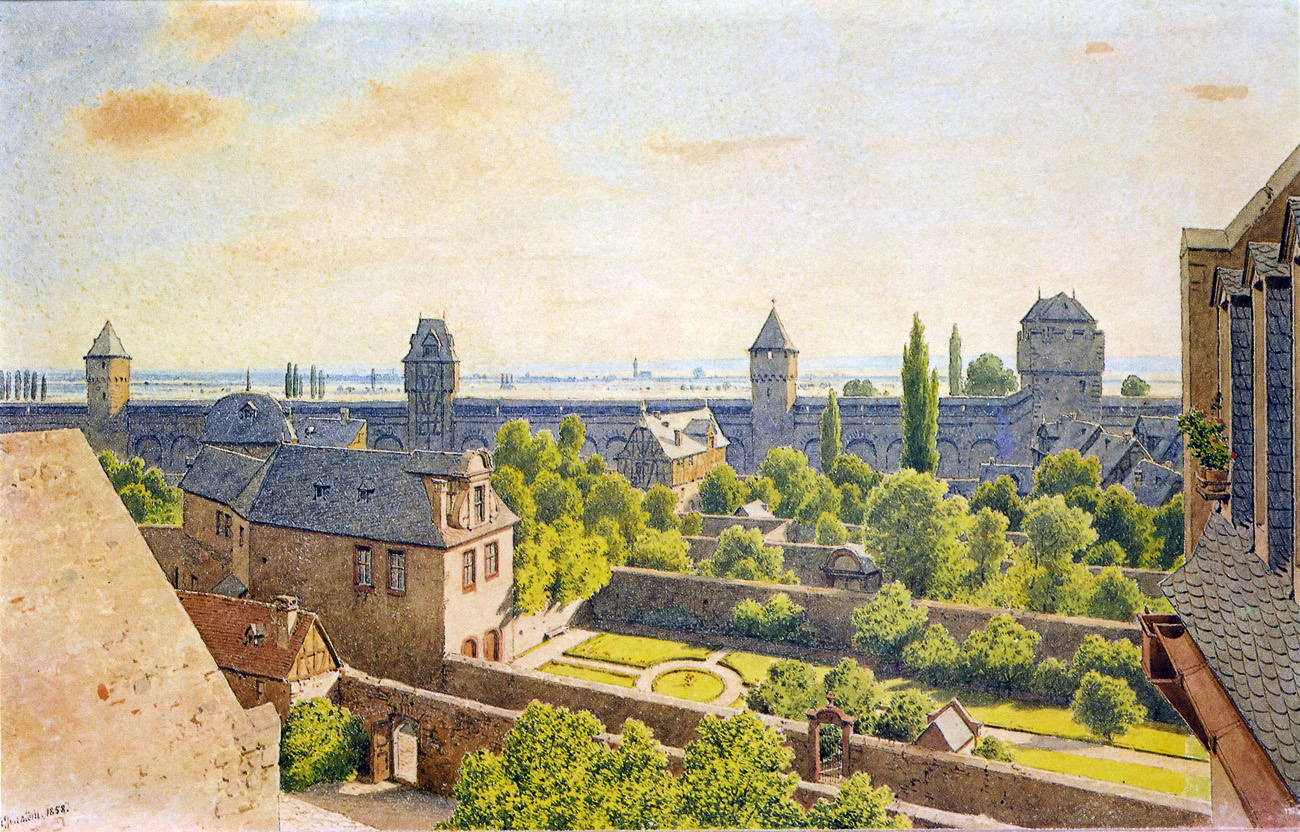
Die Gärten nördlich des Großen Hirschgrabens um 1750

Im 19. Jahrhundert diente das prachtvolle Palais zeitweise als Mädchenpensionat. 1872 wurde es abgebrochen. Auf dem weitläufigen Grundstück entstanden 1872 bis 1876 unter anderem der Frankfurter Hof und der Kaiserplatz.
Im Zweiten Weltkrieg wurden die Häuser des Großen Hirschgrabens durch die Luftangriffe auf Frankfurt am Main völlig zerstört. Die ersten Fliegerbomben fielen bereits am 26. November 1943 in der Straße, richteten jedoch nur geringen Schaden an. Auch nach einem zweiten Bombenangriff am 18. März 1944, der unter anderem die Paulskirche zerstörte, konnten die entstandenen Brände, unter anderem im Goethe-Haus, noch rasch gelöscht werden. Erst der Angriff am 22. März 1944 – Goethes Todestag – der auch in der restlichen Altstadt verheerende Schäden anrichtete, löste einen Feuersturm aus, der alle Häuser in der schmalen Straße erfasste.

## Der Große Hirschgraben heute
Bereits 1946 wurden die Trümmer im Großen Hirschgraben geräumt. Die Stadt Frankfurt entschloss sich zum umgehenden Wiederaufbau der Paulskirche und des Goethe-Hauses, die eine besondere symbolische Bedeutung für den Neuanfang nach dem Krieg hatten. Am 5. Juli 1947 wurde der Grundstein für das Goethe-Haus gelegt, am 10. Mai 1951 war der Wiederaufbau abgeschlossen.
Bis auf die wenigen symbolischen Rekonstruktionen zog sich der Wiederaufbau der Frankfurter Altstadt jedoch noch jahrelang hin. Bis 1952 bestand ein Baustopp, da zwischen Erneuerern und Bewahrern heftig um die Pläne gerungen wurde. Während die Erneuerer eine moderne, autogerechte und nicht an historischen Grundrissen orientierte Stadtplanung forderten, wollten die Bewahrer an den gewachsenen Strukturen festhalten, alte Substanz für den Wiederaufbau nutzen bzw. zerstörte Gebäude wiedererrichten.
Im Großen Hirschgraben setzten sich die Erneuerer durch. Der gesamte südliche Teil der Straße mit den Grundstücken 1–11 und 6–18 wurde planiert und der Berliner Straße zugeschlagen, die als vierspurige Ost-West-Achse durch die ehemals dichtbesiedelten Quartiere der Frankfurter Altstadt geschlagen wurde. Die nördliche Hälfte des Hirschgrabens mit dem Goethe-Haus blieb erhalten und wurde in den fünfziger Jahren bebaut. Den Abschluss des Wiederaufbaus bildete das 1970 entstandene nüchterne Eckhaus zur Berliner Straße, der Neubau des Farbenhauses Jenisch.
Vom ursprünglichen Charakter einer lebhaften, dicht bewohnten und von zahlreichen Geschäften gesäumten Innenstadtstraße ist nach dem Wiederaufbau nichts geblieben. In den letzten Jahren zeigen sich Ansätze einer Belebung. Die Straße wurde verkehrsberuhigt. Es gibt mehrere Cafés und Bistros, zwei Buchhandlungen und einige andere Geschäfte. Tagsüber ist die Straße von den Touristenströmen während der Öffnungszeiten des Goethe-Hauses belebt.
Die Häuser in der Straße dienen im Wesentlichen als Bürogebäude. Im Goethe-Haus und den angrenzenden Gebäuden hat das Freie Deutsche Hochstift seinen Sitz. Bis zu seinem Umzug im Jahr 2012 residierte hier auch der Börsenverein des Deutschen Buchhandels. Der Cantatesaal neben dem Goethehaus war von den 1970er Jahren bis 2013 Spielstätte des Frankfurter Volkstheaters. Seit 2013 wird er von der Fliegenden Volksbühne Frankfurt des Schauspielers Michael Quast genutzt.

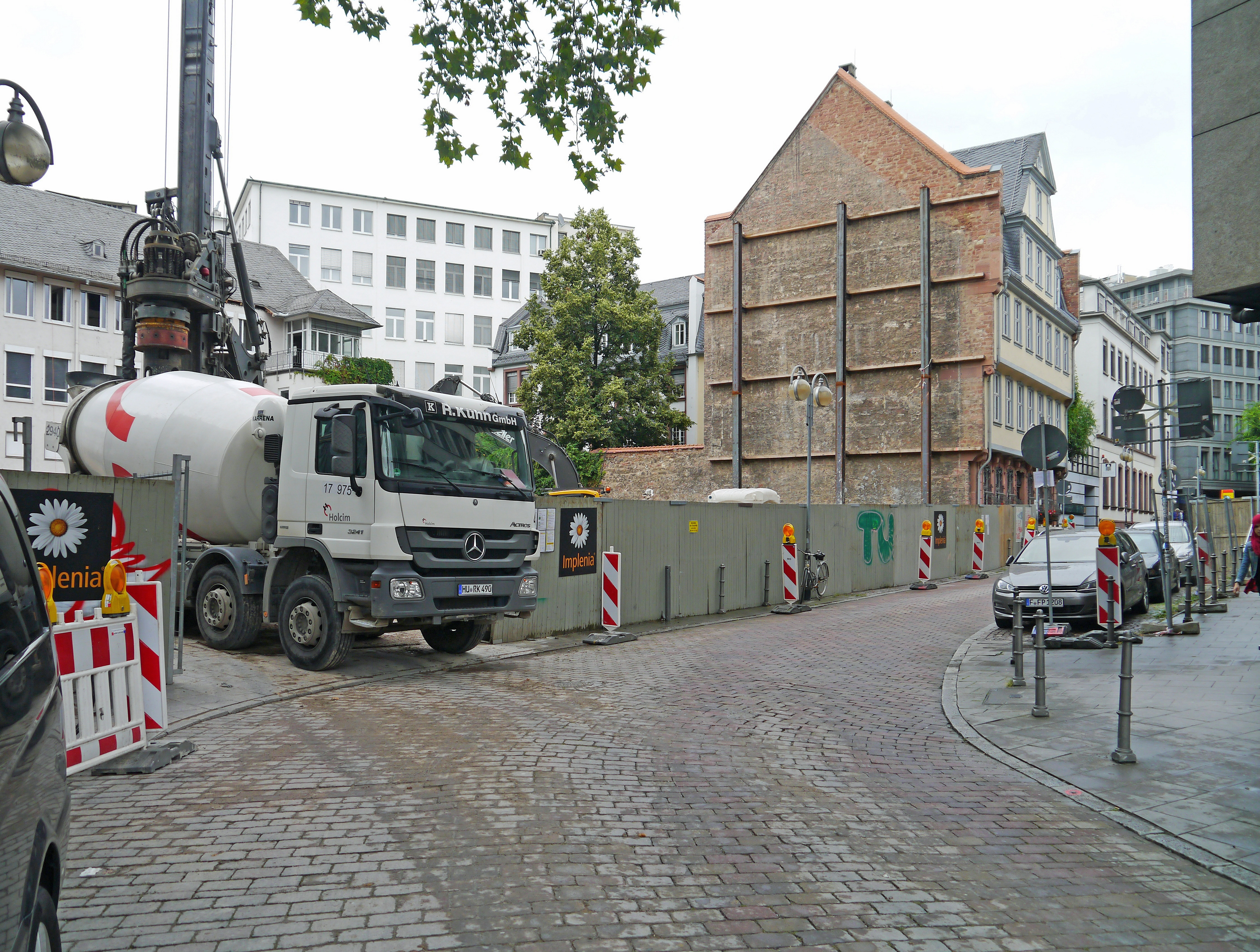
Bauphase im August 2016

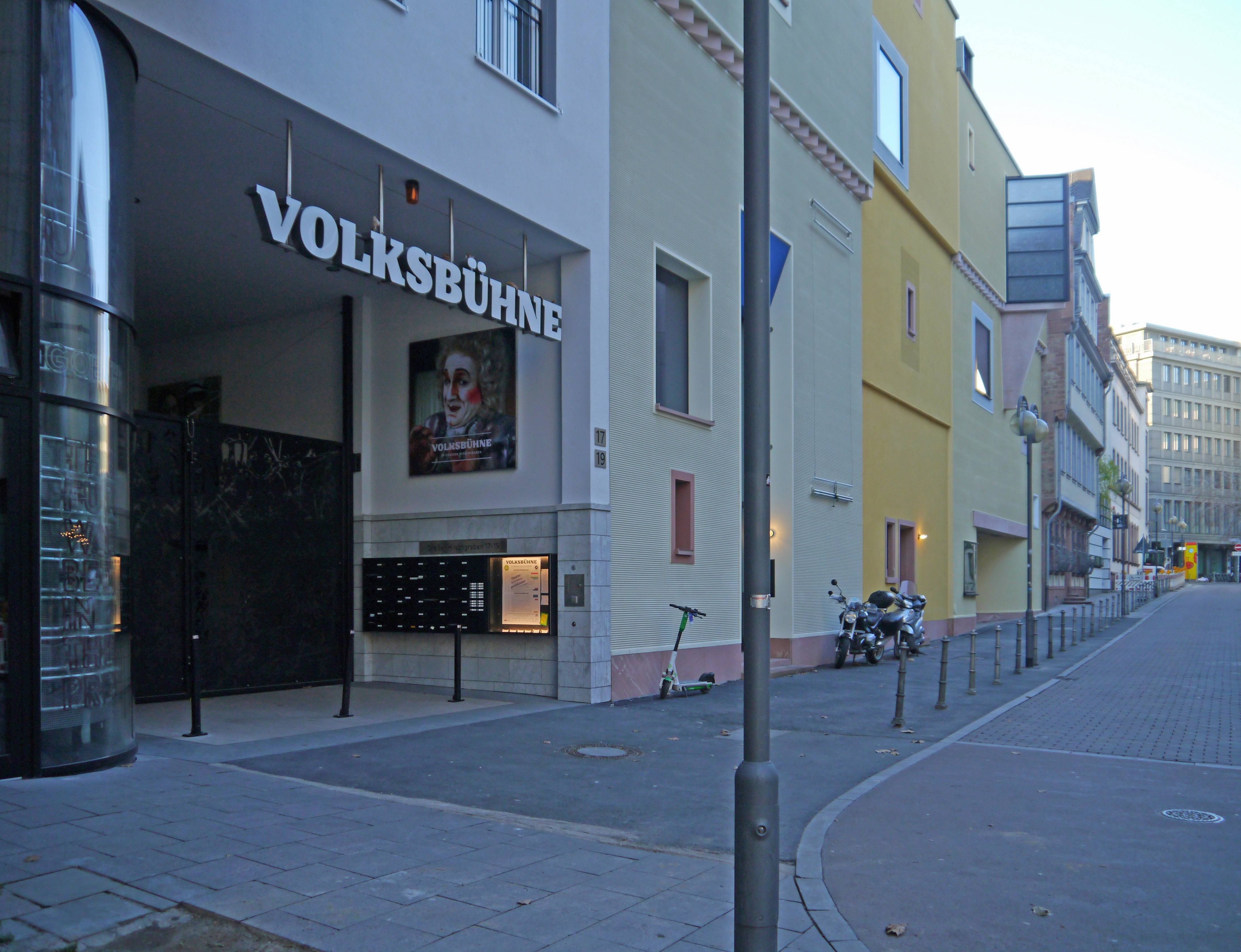
Nach der Fertigstellung 2021

Nach Auszug des Börsenvereins des Deutschen Buchhandels und des Volkstheaters, wurde auf den Grundstücken Großer Hirschgraben 17–21, unter Erhaltung des Cantatesaales für die Fliegende Volksbühne, eine gemischte Bebauung mit Wohnungen, Deutschem Romantik-Museum und einer Verbindung zum Goethehaus geplant. Nach Entwürfen der Büros Landes & Partner und Christoph-Mäckler-Architekten entstand der Komplex 2016 bis 2021. Seit September 2021 ist das Deutsche Romantik-Museum der Öffentlichkeit zugänglich.